# Вільха (Житомирський район)
Ві́льха (раніше також Ульха) — село в Україні, у Романівській селищній територіальній громаді Житомирського району Житомирської області. Чисельність населення становить 454 осіб (2023). У 1923—2020 роках — адміністративний центр колишньої однойменної сільської ради.

## Загальна інформація
Розташоване на правому березі річки Случ, за 39 км від Романова та 15 км від залізничної станції Миропіль.

## Населення
За довідником 1885 року в селі мешкало 490 осіб, налічувалося 38 дворових господарства.
Відповідно до результатів перепису населення Російської імперії 1897 року, загальна кількість мешканців села становила 708 осіб, з них: православних — 705, чоловіків — 351, жінок — 357.
У 1906 році в селі проживало 971 мешканець, дворів — 154, у 1923 році — 1 533 жителі, дворів — 349.
На початок 1970-х років село мало 364 двори із населенням 1 089 осіб.
Відповідно до результатів перепису населення СРСР, кількість населення, станом на 12 січня 1989 року, становила 852 особи. Станом на 5 грудня 2001 року, відповідно до перепису населення України, кількість мешканців села становила 730 осіб.

## Історія
Згадується у люстрації Київського воєводства 1754 року, перебувало в посесії Юревича, сплачувало із 30 дворів 4 злотих і 21 грош до замку та 18 злотих і 24 гроші до скарбу.
У другій половині 19 століття — село Баранівської волості Житомирського повіту Волинської губернії. Лежало на річці Случ, при впадінні до неї Козарки, за 95 верст від Житомира. Великий землевласник — Прушинський. Був великий поміщицький палац. Земель поміщицьких — 1 226 десятин, селянських — 405 десятин. Налічувалося 176 ревізьких душ селян та 42 селянських двори.

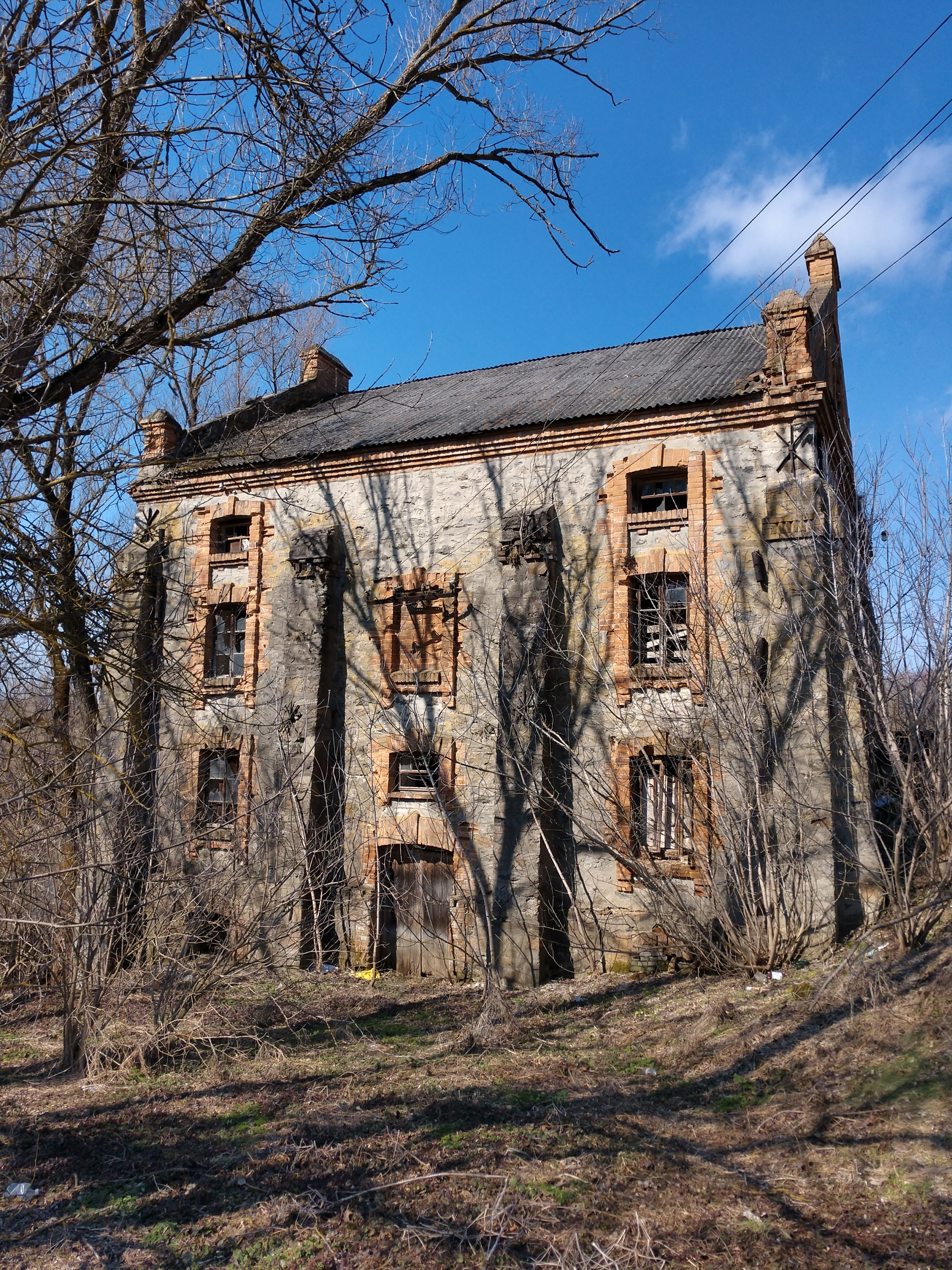
Млин на р. Случ в с. Вільха

 Була дерев'яна, на кам'яному підмурівку, з дерев'яною дзвіницею, міцна, покрита бляхою, невідомо коли і ким збудована, церква. Землі при церкві — майже 96 десятин. Наділи розміщувалися за 1, 3 і 5 верст. Церковно-парафіяльна школа існувала з 1872 року. До парафії входили села Токарівка (1 верста), Будище (5 верст) і Черніївка (3 версти), сполученню часто перешкоджала річка Случ. Дворів — 129, парафіян — 1 001 особа обох статей, римокатоликів — 331, юдеїв — 54. Церква з 1831 року приписана до парафії в с. Жабориця. Католицька парафія — в Мирополі.
За довідником 1885 року — колишнє власницьке село Баранівської волості Новоград-Волинського повіту Волинської губернії, лежало на річці Случі. Були церковна парафія, заїзд, водяний млин, смоляний завод.
У 1906 році — село Баранівської волості (3-го стану) Новоград-Волинського повіту Волинської губернії. Відстань до повітового центру, м. Новоград-Волинський, становила 47 верст, від волосного центру, містечка Баранівка — 12 верст. Найближче поштово-телеграфне відділення розміщувалося у Баранівці.
Станом на 1911 рік у селі були однокласна школа, горілчана крамниця, водяний млин. Наприкінці 19 століття за 2 версти від села, в урочищі «Крива Лука», що над Случчю, було 5 курганів. В урочищі «Вали», при впадінні Гомори до Случі, також було 5 курганів.
23 листопада 1921 через Вільху, повертаючись з Листопадового рейду, проходила Подільська група (командувач Сергій Чорний) Армії Української Народної Республіки.
У 1923 році включене до складу новоствореної Ульхівської (згодом — Вільхівська) сільської ради, яка 7 березня 1923 року увійшла до складу новоутвореного Баранівського району Житомирської округи; адміністративний центр ради. Розміщувалося за 11 верст від районного центру, міст. Баранівка.
На фронтах Другої світової війни воювали 339 селян, у партизанських загонах — 27, 137 з них нагороджені орденами й медалями, 128 загинули. На їх честь споруджено два пам'ятники.
В радянські часи в селі розміщувалася центральна садиба колгоспу, який обробляв 5 тис. га сільськогосподарських угідь, у тому числі 1,8 тис. га ріллі. Господарство вирощувало льон, картоплю, мало розвинуте м'ясо-молочне тваринництво. 52 трудівники села нагороджені орденами й медалями СРСР, зокрема свинарка О. М. Лукащук — орденом Леніна. У селі були восьмирічна школа, будинок культури, дві бібліотеки, медпункт.
30 грудня 1962 року, в складі сільської ради включене до Дзержинського (згодом — Романівський) району Житомирської області.
12 червня 2020 року, відповідно до розпорядження Кабінету Міністрів України № 711-р від 12 червня 2020 року «Про визначення адміністративних центрів та затвердження територій територіальних громад Житомирської області», територію та населені пункти Вільшанської сільської ради Романівського району включено до складу Романівської селищної територіальної громади Житомирського району Житомирської області.